# Simbolo non logico
Nella logica, i linguaggi formali utilizzati per comporre le espressioni sono costituiti da simboli, che possono essere suddivisi in costanti e variabili. Le costanti di un linguaggio possono essere ulteriormente suddivise in simboli logici e in simboli non logici (talvolta chiamati anche costanti logiche e non logiche).
I simboli non logici di un linguaggio della logica del primo ordine sono costituiti da predicati e da costanti individuali. I simboli non logici includono simboli che nell'ambito di un'interpretazione possono rappresentare costanti, variabili, funzioni o predicati individuali. Un linguaggio della logica del primo ordine è un linguaggio formale definito sull'alfabeto che è costituito dai suoi simboli non logici e dai suoi simboli logici. I simboli logici includono connettivi logici, quantificatori e variabili che rappresentano affermazioni.
Un simbolo non logico assume un significato o contenuto semantico solo quando gli viene assegnato mediante un'interpretazione. Di conseguenza, una frase contenente un simbolo non logico è priva di significato a meno che non vi sia un'interpretazione: pertanto, una frase è detta vera o falsa in base a un'interpretazione. Questi concetti sono definiti e discussi nell'articolo sulla logica del primo ordine, e in particolare nella sezione dedicata alla sintassi.
Le costanti logiche, invece, assumono lo stesso significato in tutte le interpretazioni. Includono i simboli per i connettivi vero-funzionali (come "e", "o", "non", "implica" ed equivalenza logica) e i simboli per i quantificatori "per ogni" ed "esiste".
Il simbolo di uguaglianza è talvolta trattato come un simbolo non logico e in altri casi è invece trattato come un simbolo della logica. Se viene interpretato come un simbolo non logico, può essere interpretato da una relazione di equivalenza scelta a piacere.

## Segnatura
Una segnatura è un insieme di costanti non logiche in unione a informazioni aggiuntive che identificano ciascun simbolo come simbolo di una costante, come simbolo di una funzione di una certa arietà n (un numero naturale) o come simbolo di relazione di una data arietà. Le informazioni aggiuntive controllano il modo in cui i simboli non logici possono essere combinati per comporre termini e formule. Ad esempio, se f è il simbolo di funzione binaria e c è il simbolo di una costante, allora f(x, c) è un termine, mentre c (x, f) non lo è. I simboli di relazione non possono essere usati all'interno dei termini, ma possono essere usati per combinare uno o più (a seconda dell'arietà) termini in una formula atomica.
Ad esempio, una segnatura potrebbe consistere in un simbolo di funzione binaria +, un simbolo di costante 0 e un simbolo di relazione binaria <.

## Modelli
Le strutture definite su una segnatura, note anche come modelli, forniscono la semantica formale a una segnatura e il linguaggio del primo ordine su di essa.
Una struttura su una segnatura consiste in un insieme D, noto come dominio del discorso, insieme alle interpretazioni dei simboli non logici: ogni simbolo costante è interpretato da un elemento di D e l'interpretazione di un simbolo di una funzione n-aria è una funzione n-aria su D, ad esempio una funzione Dn → D dall'n-ario prodotto cartesiano dell'insieme all'insieme stesso. Ogni simbolo di relazione n -aria è interpretato da una relazione n -aria sul dominio, cioè da un sottoinsieme di Dn.
Un esempio di struttura definita sulla segnatura è il gruppo ordinato dei numeri interi. Il suo dominio è {\displaystyle {\mathbb {Z} }} = {…, –2, –1, 0, 1, 2, …} dei numeri interi. Il simbolo della funzione binaria + viene interpretato dall'addizione, il simbolo costante 0 dall'identità additiva e il simbolo della relazione binaria < dalla relazione "minore di".

## Segni descrittivi
Rudolf Carnap introdusse una terminologia che distingueva tra simboli logici e non logici (che egli chiamò segni descrittivi) di un sistema formale sotto un certo tipo di interpretazione, definito da ciò che descrivono nel mondo.
Un segno descrittivo è definito come qualsiasi simbolo di un linguaggio formale che designa cose o processi nel mondo, o proprietà o relazioni di cose. Ciò è in contrasto con i segni logici che non designano nulla nel mondo degli oggetti. L'uso dei segni logici è determinato dalle regole logiche della lingua, mentre il significato è arbitrariamente attribuito ai segni descrittivi quando sono applicati a un dato dominio di individui.